# غسة خلنجية
غسة خلنجية (الاسم العلمي:Otostegia ericoidea) هي نوع من النباتات يتبع جنس الغسة من الفصيلة الشفوية.